# Out of my mind (Buffalo Springfield)
Out of my mind is een lied van Buffalo Springfield dat werd geschreven door Neil Young. Het verscheen in 1967 op hun debuutalbum Buffalo Springfield. 

## Tekst en muziek
Het rocknummer ligt dicht tegen de psychedelische muziek aan. De leadzang van Neil Young kent een zwaar aangezette achtergrondzang van Stephen Stills en Richie Furay. Hierbij worden ze ondersteund door het fuzzgeluid van een gitaar via een Lesliespeaker. Op het album vormt het nummer een lieflijk somber moment, aldus het muziekblad Ultimate Classic Rock dat het nummer tot de top 10 van beste Buffalo Springfield-liedjes rekent.
In het nummer bezingt Young een gevecht tegen zichzelf, al wordt niet geheel duidelijk waar hij het precies moeilijk mee heeft. Kim Gordon, de leadzangers van Sonic Youth die in 1992 in het voorprogramma van Youngs Weld-tournee speelde, houdt het op de vervreemding van het leven door het succes. Dit herleidt ze vooral uit de passage: All I hear are screams from outside. The limousines that are taking me out of my mind.

## Uitvoeringen en cover
Na het uiteenvallen van de band, kwam het nummer nog verschillende malen terug op verzamelwerken, zoals op Buffalo Springfield (1973) en in drie versies op de Box set (2001).
Toen Young na de eeuwwisseling zijn archieven opende, kwam ook dit nummer opnieuw uit. Het verscheen toen op Sugar mountain - Live at Canterbury House 1968 (2008) en een jaar later op The archives vol. 1 1963-1972 (2009). 
Ter ere van Youngs 70e verjaardag in 2015, bracht de Canadese zanger Shuyler Jansen de EP Shuyler Jansen sings uncle Bernard uit. Dit is het enige nummer van de EP dat niet hij maar zijn vrouw Angie zingt.